# Ducha escocesa
A ducha escocesa consiste num tipo de banho propiciado por uma máquina de alta pressão capaz de disparar um forte jato d'água numa pessoa, tradicionalmente utilizado como uma forma de massagem e terapia de combate à fadiga, regulando ainda as funções do sistema circulatório.